# 한소현
한소현(1994년 6월 10일 ~ )은 대한민국의 배우이다.

## 출연 작품

### 연극
- 2017년 《로베르토 쥬코》... 언니 역

### 드라마
| 연도 | 방송 | 제목            | 역할   | 비고   |
| ---- | ---- | --------------- | ------ | ------ |
| 2018 | MBN  | 연남동 539      | 여대생 |        |
| 2018 | JTBC | 제3의 매력      | 레지   |        |
| 2019 | SBS  | 수상한 장모     | 김은지 |        |
| 2020 | tvN  | 스타트업        | 여대생 |        |
| 2020 | SBS  | 이별유예        | 지원   |        |
| 2021 | KT   | 그놈을 부탁해   | 현진   |        |
| 2021 | KBS2 | 오케이 광자매   | 설대   |        |
| 2021 | KBS1 | 국가대표 와이프 | 이매리 |        |
| 2021 | SBS  | 홍천기          | 궁녀   |        |
| 2024 | KBS2 | 스캔들          | 이현경 |        |
| 2025 | KBS2 | 24시 헬스클럽   | 혜빈   | 12부작 |

### 영화
- 2015년 《부정》
- 2017년 《두개의 빛: 릴루미노》... 테라피 학생 역
- 2017년 《에브리띵 윌비파인》
- 2018년 《궁합》... 기생 역
- 2018년 《임을 위한 행진곡》... 소미 역
- 2019년 《내안의 그놈》... 파티 녀 역
- 2020년 《오디션》... 여민정 역
- 2021년 《개냄새》
- 2021년 《잔혹한 인질》... 이채경 역